# Stornäset, Pargas
Stornäset är en halvö i Finland.   Den ligger i landskapet Egentliga Finland, i den södra delen av landet, 150 km väster om huvudstaden Helsingfors. Stornäset ligger på ön Stortervolandet.